# 同一名称の市区町村一覧
同一名称の市区町村一覧（どういつめいしょうのしくちょうそんいちらん）では、日本の現存市町村、区および郡の名称における、同一名称、混同しやすい名称の一覧を示した。

## 概要
市区町村のうち、市名に関しては同一名称を避けるべきだという国の方針がある。1970（昭和45）年3月12日の自治省の自治事務次官通知によると、市の新設または町の市への昇格の場合、新たな普通地方公共団体である市の名称は既存の市の名称と同一または類似するものにならないようにする必要である。しかし、2001（平成13）年の西東京市の合併に当たって、自治省は照会で、「既に全国に同一または類似の名称の市町村が存在するなら、同じ表記で読み方が異なる場合」だけを不可とし、「異なる表記で読み方が同じ場合」「同一または類似の町村が存在する場合」は可とした。したがって、現在に表記まで同一名称の市は非常に少ないが、それぞれ2カ所に存在する府中市（通知の前に成立した上、市制施行日も1日だけ違う）と伊達市の2例がある。また、このルールにより、地名に旧国名などを付加して既有の市名と区別を図るケースが見られる（常陸大宮市、安芸高田市、豊後大野市など）。
一方、町村の名称に関しては1958年（昭和33）年5月7日の行政実例の「知事は、市町村の名称の変更許可申請があった場合に、その名称が類似名称である（一部省略）ときは、不許可となしうる」という記載だけが確認できる。信州大学人文学部の村山研一によると、一般的には市町村名には以下の3つの機能がある。
1. 合併後の地域としてのまとまり、内部統合を作り出すシンボル的な機能
2. 自治体の独自性を示し、他の自治体との弁別を図る機能
3. 地域の歴史の流れと蓄積を反映し、時間の同一性を維持する機能

「明治の大合併」では内務大臣訓令第352号に基づいて「大町村と小町村が合併するときは、大町村名を採用する」「著名な名称が存在する時は、その名称を採用する」「規模に差のない小町村同士が合併するときは折衷して、旧町村名の一部を合成する」（合成地名）という新自治体の命名に関する基本的な指針が見られ、「昭和の大合併」「平成の大合併」でもそのまま用いられた。「明治の大合併」に関する統計によると、特に合併後の新自治体は既存の町村名を継承するか、郡名などの広域地名を採用する名称が多い。一方、平成の大合併ではこれ以外に旧国名を用いる広域地名や新たに創作された瑞祥地名の自治体名も多くなり、その一部に重複または類似性も見られる。例えば、1998年末の時点で5つあった「美里」または類似の名称を名乗る自治体は平成の大合併で3つが消滅した一方、新設自治体での採用により2009年の時点で会津美里町を含む「美里町」または「美郷町」は6つも増えた。また、旧国名をそのまま自治体名に使用される場合、1つの区域に複数の類似名称が集まり、競争を生じて識別機能が低下するとの危惧もある（例：伊豆市と伊豆の国市）。

## 同一名称の市区町村および郡一覧

### 同一名称の市
- 府中市: ふちゅうし 東京都 - 広島県
- 伊達市: だてし 北海道 - 福島県

### 同一名称の区
東京都の特別区および政令市の行政区。序列は五十音順。
- 青葉区 : あおばく 宮城県仙台市 - 神奈川県横浜市
- 旭区 : あさひく 神奈川県横浜市 - 大阪府大阪市
- 泉区 : いずみく 宮城県仙台市 - 神奈川県横浜市
- 北区 : きたく 東京都特別区 - 北海道札幌市 - 埼玉県さいたま市 - 新潟県新潟市 - 愛知県名古屋市 - 京都府京都市 - 大阪府大阪市 - 大阪府堺市 - 兵庫県神戸市 - 岡山県岡山市 - 熊本県熊本市
- 中央区 : ちゅうおうく 東京都特別区 - 北海道札幌市 - 埼玉県さいたま市 - 千葉県千葉市 - 神奈川県相模原市 - 新潟県新潟市 - 静岡県浜松市 - 兵庫県神戸市 - 大阪府大阪市 - 福岡県福岡市 - 熊本県熊本市
- 鶴見区 : つるみく 神奈川県横浜市 - 大阪府大阪市
- 中区 : なかく 神奈川県横浜市 - 愛知県名古屋市 - 大阪府堺市 - 広島県広島市 - 岡山県岡山市
- 西区 : にしく 北海道札幌市 - 埼玉県さいたま市 - 神奈川県横浜市 - 新潟県新潟市 - 愛知県名古屋市 - 大阪府大阪市 - 大阪府堺市 - 兵庫県神戸市 - 広島県広島市 - 福岡県福岡市 - 熊本県熊本市
- 東区 : ひがしく 北海道札幌市 - 新潟県新潟市 - 愛知県名古屋市 - 大阪府堺市 - 広島県広島市 - 岡山県岡山市 - 福岡県福岡市 - 熊本県熊本市
- 緑区 : みどりく 埼玉県さいたま市 - 千葉県千葉市 - 神奈川県横浜市 - 神奈川県相模原市 - 愛知県名古屋市
- 港区 : みなとく 東京都特別区 - 愛知県名古屋市 - 大阪府大阪市
- 南区 : みなみく 北海道札幌市 - 埼玉県さいたま市 - 神奈川県横浜市 - 神奈川県相模原市 - 新潟県新潟市 - 愛知県名古屋市 - 京都府京都市 - 大阪府堺市 - 広島県広島市 - 岡山県岡山市 - 福岡県福岡市 - 熊本県熊本市

### 同一名称の郡
序列は五十音順。読み方が異なるものはそれぞれの場所に表記し、もっとも配列の早いもの（五十音順）で代表した。

#### 読み方も同じもの
- 安芸郡: あきぐん 広島県 - 高知県
- 大島郡: おおしまぐん 山口県 - 鹿児島県
- 上川郡: かみかわぐん 北海道（上川管内北部） - 北海道（上川管内中部） - 北海道（十勝管内）
- 熊毛郡: くまげぐん 山口県 - 鹿児島県
- 中川郡: なかがわぐん 北海道（上川管内） - 北海道（十勝管内）
- 日高郡: ひだかぐん 北海道 - 和歌山県

#### 読み方は異なるもの
- 愛知郡: 愛知県（あいちぐん） - 滋賀県（えちぐん）
- 海部郡: 愛知県（あまぐん） - 徳島県（かいふぐん）
- 三島郡: 新潟県（さんとうぐん） - 大阪府（みしまぐん）

### 同一名称の町
序列は五十音順。読み方が異なるものはそれぞれの場所に表記し、もっとも配列の早いもの（五十音順）で代表した。

#### 読み方も同じもの
- 小国町: おぐにまち 山形県西置賜郡 - 熊本県阿蘇郡
- 金山町: かねやままち 山形県最上郡 - 福島県大沼郡
- 川崎町: かわさきまち 宮城県柴田郡 - 福岡県田川郡
- 清水町: しみずちょう 北海道上川郡 - 静岡県駿東郡
- 太子町: たいしちょう 大阪府南河内郡 - 兵庫県揖保郡
- 高森町: たかもりまち 長野県下伊那郡 - 熊本県阿蘇郡
- 南部町: なんぶちょう 青森県三戸郡 - 山梨県南巨摩郡 - 鳥取県西伯郡
- 日高町: ひだかちょう 北海道沙流郡 - 和歌山県日高郡
- 日野町: ひのちょう 滋賀県蒲生郡 - 鳥取県日野郡
- 美里町: みさとまち 宮城県遠田郡 - 埼玉県児玉郡 - 熊本県下益城郡
- 美郷町: みさとちょう 秋田県仙北郡 - 島根県邑智郡 - 宮崎県東臼杵郡
- 美浜町: みはまちょう 福井県三方郡 - 愛知県知多郡 - 和歌山県日高郡
- 森町: もりまち 北海道茅部郡 - 静岡県周智郡

#### 読み方は異なるもの
「広川町」は読み方が異なる。「松前町」は「町」以外の部分の読み方が異なる。ほかは「町」の読み方だけは異なる。
- 朝日町: 三重県三重郡（あさひちょう） - 山形県西村山郡、富山県下新川郡（あさひまち）
- 池田町: 北海道中川郡、福井県今立郡、岐阜県揖斐郡（いけだちょう） - 長野県北安曇郡（いけだまち）
- 川西町: 奈良県磯城郡（かわにしちょう） - 山形県東置賜郡（かわにしまち）
- 広川町: 和歌山県有田郡（ひろがわちょう） - 福岡県八女郡（ひろかわまち）
- 松前町: 愛媛県伊予郡（まさきちょう） - 北海道松前郡（まつまえちょう）
- 明和町: 三重県多気郡（めいわちょう） - 群馬県邑楽郡（めいわまち）

### 同一名称の村
序列は五十音順。読み方が異なるものはそれぞれの場所に表記し、もっとも配列の早いもの（五十音順）で代表した。

#### 読み方も同じもの
- 川上村: かわかみむら 長野県南佐久郡 - 奈良県吉野郡
- 昭和村: しょうわむら 福島県大沼郡 - 群馬県利根郡
- 高山村: たかやまむら 群馬県吾妻郡 - 長野県上高井郡
- 泊村: とまりむら 北海道古宇郡（後志管内） - 北海道国後郡（根室管内）

#### 読み方は異なるもの
「村」はどちらも「むら」と読む。
- 南牧村: 群馬県甘楽郡（なんもくむら） - 長野県南佐久郡（みなみまきむら）

### 市、区、町、村の類別を除いた部分が同一の市区町村

#### 読み方も同じもの
行政区は政令市名で表示（例：大阪市中央区は「大阪市」と表示）。 序列は五十音順。町・村の場合は所属郡名は通常省略（同一都道府県内にある場合は省略せず）。
- 安芸: あき 高知県安芸市 - 広島市
- 旭: あさひ 千葉県旭市 - 横浜市 - 大阪市
- 朝日: あさひ 山形県朝日町 - 富山県朝日町 - 三重県朝日町 - 長野県朝日村
- 芦屋: あしや 兵庫県芦屋市 - 福岡県芦屋町
- 阿南: あなん 徳島県阿南市 - 長野県阿南町
- 池田: いけだ 大阪府池田市 - 北海道池田町 - 福井県池田町 - 長野県池田町 - 岐阜県池田町
- 市川: いちかわ 千葉県市川市 - 兵庫県市川町
- 一宮: いちのみや 愛知県一宮市 - 千葉県一宮町
- 越前: えちぜん 福井県越前市 - 福井県丹生郡越前町
- 大川: おおかわ 福岡県大川市 - 高知県大川村
- 大崎: おおさき 宮城県大崎市 - 鹿児島県大崎町
- 大月: おおつき 山梨県大月市 - 高知県大月町
- 大野: おおの 福井県大野市 - 岐阜県大野町
- 大町: おおまち 長野県大町市 - 佐賀県大町町
- 小川: おがわ 埼玉県小川町 - 長野県小川村
- 小野: おの 兵庫県小野市 - 福島県小野町
- 小山: おやま 栃木県小山市 - 静岡県小山町
- 勝浦: かつうら 千葉県勝浦市 - 徳島県勝浦町
- 金沢: かなざわ 石川県金沢市 - 横浜市
- 香美: かみ 高知県香美市 - 兵庫県香美町
- 川越: かわごえ 埼玉県川越市 - 三重県川越町
- 川崎: かわさき 神奈川県川崎市 - 川崎市 - 宮城県川崎町 - 福岡県川崎町
- 川西: かわにし 兵庫県川西市 - 山形県川西町 - 奈良県川西町
- 北広島: きたひろしま 北海道北広島市 - 広島県北広島町
- 草津: くさつ 滋賀県草津市 - 群馬県草津町
- 釧路: くしろ 北海道釧路市 - 北海道釧路郡釧路町
- 熊野: くまの 三重県熊野市 - 広島県熊野町
- 江南: こうなん 愛知県江南市 - 新潟市
- 堺: さかい 大阪府堺市 - 堺市
- 栄: さかえ 横浜市 - 千葉県栄町 - 長野県栄村
- 四万十: しまんと 高知県四万十市 - 高知県高岡郡四万十町
- 清水: しみず 静岡市 - 北海道清水町 - 静岡県駿東郡清水町
- 昭和: しょうわ 名古屋市 - 山梨県昭和町 - 福島県昭和村 - 群馬県昭和村
- 白川: しらかわ 岐阜県加茂郡白川町 - 岐阜県大野郡白川村
- 白石: しろいし 宮城県白石市 - 札幌市 - 佐賀県白石町
- 新宮: しんぐう 和歌山県新宮市 - 福岡県新宮町
- 新庄: しんじょう 山形県新庄市 - 岡山県新庄村
- 瀬戸内: せとうち 岡山県瀬戸内市 - 鹿児島県瀬戸内町
- 高浜: たかはま 愛知県高浜市 - 福井県高浜町
- 高山: たかやま 岐阜県高山市 - 群馬県高山村 - 長野県高山村
- 多摩: たま 東京都多摩市 - 川崎市
- 中央: ちゅうおう 山梨県中央市 - 東京都中央区 - 札幌市 - さいたま市 - 千葉市 - 相模原市 - 新潟市 - 浜松市 - 神戸市 - 大阪市 - 福岡市 - 熊本市
- 千代田: ちよだ 東京都千代田区 - 群馬県千代田町
- 東海: とうかい 愛知県東海市 - 茨城県東海村
- 土佐: とさ 高知県土佐市 - 高知県土佐郡土佐町
- 富岡: とみおか 群馬県富岡市 - 福島県富岡町
- 中川: なかがわ 名古屋市 - 北海道中川町 - 長野県中川村
- 那珂川: なかがわ 福岡県那珂川市 - 栃木県那珂川町
- 中野: なかの 長野県中野市 - 東京都中野区
- 西原: にしはら 沖縄県西原町 - 熊本県西原村
- 日南: にちなん 宮崎県日南市 - 鳥取県日南町
- 沼田: ぬまた 群馬県沼田市 - 北海道沼田町
- 野田: のだ 千葉県野田市 - 岩手県野田村
- 東: ひがし 札幌市 - 新潟市 - 名古屋市 - 堺市 - 岡山市 - 広島市 - 福岡市 - 熊本市 - 沖縄県東村
- 日高: ひだか 埼玉県日高市 - 北海道日高町 - 和歌山県日高町 - 高知県日高村
- 日野: ひの 東京都日野市 - 滋賀県日野町 - 鳥取県日野町
- 福島: ふくしま 福島県福島市 - 大阪市 - 北海道福島町
- 富士見: ふじみ 埼玉県富士見市 - 長野県富士見町
- 府中: ふちゅう 東京都府中市 - 広島県府中市 - 広島県安芸郡府中町
- 松川: まつかわ 長野県下伊那郡松川町 - 長野県北安曇郡松川村
- 三木: みき 兵庫県三木市 - 香川県三木町
- 三島: みしま 静岡県三島市 - 福島県三島町 - 鹿児島県三島村
- 瑞穂: みずほ 岐阜県瑞穂市 - 名古屋市 - 東京都瑞穂町
- 美浜: みはま 千葉市 - 福井県美浜町 - 愛知県美浜町 - 和歌山県美浜町
- 三原: みはら 広島県三原市 - 高知県三原村
- 三宅: みやけ 奈良県三宅町 - 東京都三宅村
- 守山: もりやま 滋賀県守山市 - 名古屋市
- 八千代: やちよ 千葉県八千代市 - 茨城県八千代町
- 山形: やまがた 山形県山形市 - 長野県山形村
- 大和: やまと 神奈川県大和市 - 鹿児島県大和村
- 湯沢: ゆざわ 秋田県湯沢市 - 新潟県湯沢町
- 横浜: よこはま 神奈川県横浜市 - 青森県横浜町

#### 読み方は異なるもの
- 有田: 和歌山県有田市（ありだ） - 佐賀県西松浦郡有田町（ありた）
- 大田: 島根県大田市（おおだ） - 東京都大田区（おおた）
- 大津: 滋賀県大津市（おおつ） - 熊本県菊池郡大津町（おおづ）
- 神戸: 兵庫県神戸市（こうべ） - 岐阜県安八郡神戸町（ごうど）
- 小平: 東京都小平市（こだいら） - 北海道留萌郡小平町（おびら）
- 佐伯: 大分県佐伯市（さいき） - 広島県広島市佐伯区（さえき）
- 垂水: 鹿児島県垂水市（たるみず） - 兵庫県神戸市垂水区（たるみ）
- 滑川: 富山県滑川市（なめりかわ） - 埼玉県比企郡滑川町（なめがわ）
- 三郷: 埼玉県三郷市（みさと） - 奈良県生駒郡三郷町（さんごう）
- 大和: 神奈川県大和市（やまと） - 宮城県黒川郡大和町（たいわ） - 鹿児島県大島郡大和村（やまと）

### 関連郡名と同じ表記の市区町村
現存の郡のみを収録。

#### 読み方も同じもの
- 姶良: あいら 鹿児島県姶良郡 - 姶良市
- 安芸: あき 広島県安芸郡 - 広島市安芸区
- 安芸: あき 高知県安芸郡 - 安芸市
- 赤穂: あこう 兵庫県赤穂郡 - 赤穂市
- 浅口: あさくち 岡山県浅口郡 - 浅口市
- 朝倉: あさくら 福岡県朝倉郡 - 朝倉市
- 足寄: あしょろ 北海道足寄郡 - 足寄町
- 阿蘇: あそ 熊本県阿蘇郡 - 阿蘇市
- 厚岸: あっけし 北海道厚岸郡 - 厚岸町
- 網走: あばしり 北海道網走郡 - 網走市
- 阿武: あぶ 山口県阿武郡 - 阿武町
- 天草: あまくさ 熊本県天草郡 - 天草市
- 有田: ありだ 和歌山県有田郡 - 有田市
- 安八: あんぱち 岐阜県安八郡 - 安八町
- 生駒: いこま 奈良県生駒郡 - 生駒市
- 石狩: いしかり 北海道石狩郡 - 石狩市
- 石川: いしかわ 福島県石川郡 - 石川町
- 出水: いずみ 鹿児島県出水郡 - 出水市
- 板野: いたの 徳島県板野郡 - 板野町
- 稲敷: いなしき 茨城県稲敷郡 - 稲敷市
- 伊予: いよ 愛媛県伊予郡 - 伊予市
- 入間: いるま 埼玉県入間郡 - 入間市
- 岩手: いわて 岩手県岩手郡 - 岩手町
- 岩内: いわない 北海道岩内郡 - 岩内町
- 岩美: いわみ 鳥取県岩美郡 - 岩美町
- 宇陀: うだ 奈良県宇陀郡 - 宇陀市
- 浦河: うらかわ 北海道浦河郡 - 浦河町
- 雨竜: うりゅう 北海道雨竜郡 - 雨竜町
- 枝幸: えさし 北海道枝幸郡 - 枝幸町
- 邑楽: おうら 群馬県邑楽郡 - 邑楽町
- 奥尻: おくしり 北海道奥尻郡 - 奥尻町
- 遠賀: おんが 福岡県遠賀郡 - 遠賀町
- 鹿児島: かごしま 鹿児島県鹿児島郡 - 鹿児島市
- 勝浦: かつうら 徳島県勝浦郡 - 勝浦町
- 鹿角: かづの 秋田県鹿角郡 - 鹿角市
- 香取: かとり 千葉県香取郡 - 香取市
- 可児: かに 岐阜県可児郡 - 可児市
- 加美: かみ 宮城県加美郡 - 加美町
- 上川: かみかわ 北海道上川郡 - 上川町
- 刈羽: かりわ 新潟県刈羽郡 - 刈羽村
- 神埼: かんざき 佐賀県神埼郡 - 神埼市
- 甘楽: かんら 群馬県甘楽郡 - 甘楽町
- 菊池: きくち 熊本県菊池郡 - 菊池市
- 木曽: きそ 長野県木曽郡 - 木曽町
- 北秋田: きたあきた 秋田県北秋田郡 - 北秋田市
- 釧路: くしろ 北海道釧路郡 - 釧路市 - 釧路町
- 玖珠: くす 大分県玖珠郡 - 玖珠町
- 国頭: くにがみ 沖縄県国頭郡 - 国頭村
- 九戸: くのへ 岩手県九戸郡 - 九戸村
- 球磨: くま 熊本県球磨郡 - 球磨村
- 鞍手: くらて 福岡県鞍手郡 - 鞍手町
- 桑名: くわな 三重県桑名郡 - 桑名市
- 様似: さまに 北海道様似郡 - 様似町
- 佐用: さよう 兵庫県佐用郡 - 佐用町
- 三戸: さんのへ 青森県三戸郡 - 三戸町
- 塩谷: しおや 栃木県塩谷郡 - 塩谷町
- 色丹: しこたん 北海道色丹郡 - 色丹村
- 柴田: しばた 宮城県柴田郡 - 柴田町
- 標津: しべつ 北海道標津郡 - 標津町
- 蘂取: しべとろ 北海道蘂取郡 - 蘂取村
- 島牧: しままき 北海道島牧郡 - 島牧村
- 積丹: しゃこたん 北海道積丹郡 - 積丹町
- 紗那: しゃな 北海道紗那郡 - 紗那村
- 斜里: しゃり 北海道斜里郡 - 斜里町
- 白老: しらおい 北海道白老郡 - 白老町
- 白糠: しらぬか 北海道白糠郡 - 白糠町
- 紫波: しわ 岩手県紫波郡 - 紫波町
- 寿都: すっつ 北海道寿都郡 - 寿都町
- 諏訪: すわ 長野県諏訪郡 - 諏訪市
- 世羅: せら 広島県世羅郡 - 世羅町
- 泉南: せんなん 大阪府泉南郡 - 泉南市
- 仙北: せんぼく 秋田県仙北郡 - 仙北市
- 相馬: そうま 福島県相馬郡 - 相馬市
- 曽於: そお 鹿児島県曽於郡 - 曽於市
- 多可: たか 兵庫県多可郡 - 多可町
- 田川: たがわ 福岡県田川郡 - 田川市
- 多気: たき 三重県多気郡 - 多気町
- 伊達: だて 福島県伊達郡 - 伊達市
- 玉名: たまな 熊本県玉名郡 - 玉名市
- 田村: たむら 福島県田村郡 - 田村市
- 築上: ちくじょう 福岡県築上郡 - 築上町
- 知多: ちた 愛知県知多郡 - 知多市
- 秩父: ちちぶ 埼玉県秩父郡 - 秩父市
- 長生: ちょうせい 千葉県長生郡 - 長生村
- 天塩: てしお 北海道天塩郡 - 天塩町
- 土佐: とさ 高知県土佐郡 - 土佐町
- 苫前: とままえ 北海道苫前郡 - 苫前町
- 豊能: とよの 大阪府豊能郡 - 豊能町
- 那珂: なか 茨城県那珂郡 - 那珂市
- 那賀: なか 徳島県那賀郡 - 那賀町
- 中川: なかがわ 北海道中川郡 - 中川町
- 那須: なす 栃木県那須郡 - 那須町
- 新冠: にいかっぷ 北海道新冠郡 - 新冠町
- 二戸: にのへ 岩手県二戸郡 - 二戸市
- 能美: のみ 石川県能美郡 - 能美市
- 芳賀: はが 栃木県芳賀郡 - 芳賀町
- 羽咋: はくい 石川県羽咋郡 - 羽咋市
- 羽島: はしま 岐阜県羽島郡 - 羽島市
- 東彼杵: ひがしそのぎ 長崎県東彼杵郡 - 東彼杵町
- 日高: ひだか 北海道日高郡 - 日高町
- 日高: ひだか 和歌山県日高郡 - 日高町
- 日野: ひの 鳥取県日野郡 - 日野町
- 広尾: ひろお 北海道広尾郡 - 広尾町
- 双葉: ふたば 福島県双葉郡 - 双葉町
- 古平: ふるぴら 北海道古平郡 - 古平町
- 増毛: ましけ 北海道増毛郡 - 増毛町
- 松前: まつまえ 北海道松前郡 - 松前町
- 真庭: まにわ 岡山県真庭郡 - 真庭市
- 三浦: みうら 神奈川県三浦郡 - 三浦市
- 南会津: みなみあいづ 福島県南会津郡 - 南会津町
- 南魚沼: みなみうおぬま 新潟県南魚沼郡 - 南魚沼市
- 美馬: みま 徳島県美馬郡 - 美馬市
- 三好: みよし 徳島県三好郡 - 三好市
- 最上: もがみ 山形県最上郡 - 最上町
- 本巣: もとす 岐阜県本巣郡 - 本巣市
- 紋別: もんべつ 北海道紋別郡 - 紋別市
- 八頭: やず 鳥取県八頭郡 - 八頭町
- 八代: やつしろ 熊本県八代郡 - 八代市
- 八女: やめ 福岡県八女郡 - 八女市
- 結城: ゆうき 茨城県結城郡 - 結城市
- 夕張: ゆうばり 北海道夕張郡 - 夕張市
- 余市: よいち 北海道余市郡 - 余市町
- 養老: ようろう 岐阜県養老郡 - 養老町
- 吉野: よしの 奈良県吉野郡 - 吉野町
- 利尻: りしり 北海道利尻郡 - 利尻町
- 留萌: るもい 北海道留萌郡 - 留萌市
- 礼文: れぶん 北海道礼文郡 - 礼文町
- 和気: わけ 岡山県和気郡 - 和気町
- 度会: わたらい 三重県度会郡 - 度会町
- 亘理: わたり 宮城県亘理郡 - 亘理町

#### 読み方は異なるもの
- 山武: 千葉県山武郡（さんぶ） - 山武市（さんむ）
- 京都: 福岡県京都郡（みやこ） - 京都市（きょうと）

## 同一ではないが混同しやすい名称の市区町村および郡一覧

### 異なる表記だが読み方が同一の市
同音異字の市。序列は五十音順。
- いずみ市: 大阪府和泉市 - 鹿児島県出水市
- かしま市: 佐賀県鹿島市 - 茨城県鹿嶋市
- こうなん市: 愛知県江南市 - 高知県香南市
- こが市: 茨城県古河市 - 福岡県古賀市
- さかい市: 大阪府堺市 - 福井県坂井市
- さくら市: 千葉県佐倉市 - 栃木県さくら市
- つしま市: 愛知県津島市 - 長崎県対馬市
- ほくと市: 北海道北斗市 - 山梨県北杜市
- みよし市: 愛知県みよし市 - 広島県三次市 - 徳島県三好市
- やまがた市: 山形県山形市 - 岐阜県山県市

### 異なる表記だが読み方が同一の区
同音異字の区。序列は五十音順。
- こうなん区: 神奈川県横浜市港南区 - 新潟県新潟市江南区

### 異なる表記だが読み方が同一の郡
同音異字の郡。序列は五十音順。
- かも郡: 岐阜県加茂郡 - 静岡県賀茂郡
- かんざき郡: 兵庫県神崎郡 - 佐賀県神埼郡
- きた郡: 香川県木田郡 - 愛媛県喜多郡
- せんぼく郡: 秋田県仙北郡 - 大阪府泉北郡
- なか郡: 茨城県那珂郡 - 神奈川県中郡 - 徳島県那賀郡
- みかた郡: 福井県三方郡 - 兵庫県美方郡
- みやこ郡: 福岡県京都郡 - 沖縄県宮古郡

### 異なる表記だが読み方が同一の町
同音異字の町。序列は五十音順。なお、「町」の読み方は不問。
- いなみ町: 兵庫県加古郡稲美町 - 和歌山県日高郡印南町
- えさし町: 北海道檜山郡江差町 - 北海道枝幸郡枝幸町
- おおい町: 神奈川県中郡大井町 - 福井県大飯郡おおい町
- かみ町: 宮城県加美郡加美町 - 兵庫県美方郡香美町
- かみかわ町: 埼玉県児玉郡神川町 - 北海道上川郡上川町 - 兵庫県神崎郡神河町
- きほく町: 三重県北牟婁郡紀北町 - 愛媛県北宇和郡鬼北町
- たいき町: 北海道広尾郡大樹町 - 三重県度会郡大紀町
- つの町: 高知県高岡郡津野町 - 宮崎県児湯郡都農町
- なかがわ町: 北海道中川郡中川町 - 栃木県那須郡那珂川町
- ひろの町: 福島県双葉郡広野町 - 岩手県九戸郡洋野町
- みさき町: 大阪府泉南郡岬町 - 岡山県久米郡美咲町
- みさと町: 宮城県遠田郡美里町 - 埼玉県児玉郡美里町 - 熊本県下益城郡美里町 - 秋田県仙北郡美郷町 - 島根県邑智郡美郷町 - 宮崎県東臼杵郡美郷町
- みはま町: 福井県三方郡美浜町 - 愛知県知多郡美浜町 - 和歌山県日高郡美浜町 - 三重県南牟婁郡御浜町
- わかさ町: 鳥取県八頭郡若桜町 - 福井県三方上中郡若狭町

### 異なる表記だが読み方が同一の村
同音異字の村。序列は五十音順。また、「村」はどちらも「むら」と読む。
- としま村: 東京都利島村 - 鹿児島県鹿児島郡十島村

### 異なる表記だが市、区、町、村の類別を除いた部分の読み方が同一の市区町村
- あさひ: 旭市 - 旭区 - 朝日町 - 朝日村
- あま: あま市 - 海士町
- いずみ: 和泉市 - 出水市 - 泉区
- いな: 伊那市 - 伊奈町
- いばらき: 茨木市 - 茨城町
- おおた: 太田市 - 大田区
- かしま: 鹿嶋市 - 鹿島市 - 嘉島町
- かつらぎ: 葛城市 - かつらぎ町
- かほく: かほく市 - 河北町
- かみ: 香美市 - 加美町 - 香美町
- きそ: 木曽町 - 木祖村
- こうなん: 江南市 - 香南市 - 港南区 - 江南区
- こうふ: 甲府市 - 江府町
- こうほく: 港北区 - 江北町
- さかい: 堺市 - 坂井市 - 堺区 - 境町
- さくら: さくら市 - 佐倉市 - 桜区
- しばた: 新発田市 - 柴田町
- しべつ: 士別市 - 標津町
- しらかわ: 白河市 - 白川町 - 白川村
- だいせん: 大仙市 - 大山町
- たつの: たつの市 - 辰野町
- たてやま: 館山市 - 立山町
- てんりゅう: 天竜区 - 天龍村
- としま: 豊島区 - 利島村 - 十島村
- とよおか: 豊岡市 - 豊丘村
- なか: 那珂市 - 中区 - 那賀町
- なかがわ: 那珂川市 - 中川区 - 中川町 - 那珂川町 - 中川村
- みさと: 三郷市 - 美里町 - 美郷町
- みどり: みどり市 - 緑区
- みなみ: 南区 - 美波町
- みはま: 美浜区 - 美浜町 - 御浜町
- みはら: 三原市 - 美原区 - 三原村
- みやこ: 宮古市 - みやこ町
- みやこじま: 宮古島市 - 都島区
- みよし: みよし市 - 三次市 - 三好市 - 三芳町
- やまがた: 山形市 - 山県市 - 山形村
- やまと: 大和市 - 山都町 - 大和村

### 関連郡名と同じ読みだが異なる表記を使用する市町村
- あしきた: 熊本県葦北郡 - 熊本県葦北郡芦北町
- あま: 愛知県海部郡 - 愛知県あま市
- いすみ: 千葉県夷隅郡 - 千葉県いすみ市
- いなべ: 三重県員弁郡 - 三重県いなべ市
- おおい: 福井県大飯郡 - 福井県大飯郡おおい町
- かほく: 石川県河北郡 - 石川県かほく市
- かすや: 福岡県糟屋郡 - 福岡県糟屋郡粕屋町
- きそ: 長野県木曽郡 - 長野県木曽郡木祖村
- きもつき: 鹿児島県肝属郡 - 鹿児島県肝属郡肝付町
- さつま: 鹿児島県薩摩郡 - 鹿児島県薩摩郡さつま町
- せたな: 北海道瀬棚郡 - 北海道久遠郡せたな町
- みやき: 佐賀県三養基郡 - 佐賀県三養基郡みやき町
- みやこ: 福岡県京都郡 - 福岡県京都郡みやこ町

### プロジェクト
- プロジェクト:日本の市町村
- プロジェクト:地図